# Alberton
Alberton este un oraș în partea de NV a Africii de Sud, în Provincia Gauteng.